# Eugène de Beauharnais
Eugène-Rose de Beauharnais (Parijs, 3 september 1781 - München, 21 februari 1824) was, als zoon van Joséphine de Beauharnais, de stiefzoon van Napoleon Bonaparte. Dankzij zijn stiefvader, onder wie hij een glanzende militaire carrière had, werd hij onderkoning van Italië en was hij korte tijd groothertog van Frankfurt.

## Leven

### Onder Napoleon
Eugène en zijn jongere zuster Hortense, de latere koningin van Holland, waren de kinderen van burggraaf Alexandre de Beauharnais (1760-1794), die als slachtoffer van de Terreur op beschuldiging van hoogverraad onder de guillotine eindigde. Vanuit de gevangenis richtte Alexandre een brief aan generaal Lazare Hoche waarin hij Eugène en zijn vrouw aanbeval. Onder Hoche begon dan ook Eugènes militaire carrière in Bretagne. Zijn moeder Joséphine, geboren als Marie-Josèphe-Rose Tascher de La Pagerie (1763-1814), hertrouwde in 1796 met generaal Napoleon Bonaparte.
Napoleon nam zijn stiefzoon, die zijn lieveling werd, onder zijn hoede en belastte hem, ondanks zijn jonge leeftijd, met belangrijke diplomatieke en militaire opdrachten, die Eugène met succes uitvoerde. Hij diende onder Napoleon glansrijk in de Italiaanse veldtocht van 1796-1797 en de Egyptische expeditie van 1798-1799. Ook in de staatsgreep van 18 Brumaire en gedurende het Consulaat steunde hij de latere keizer, hetgeen de basis zou leggen voor zijn carrière.

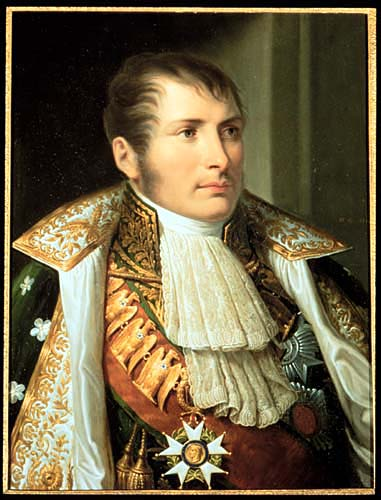
Eugène in 1810 door Andrea Appiani

De proclamatie van het Franse Keizerrijk in 1804 bracht Eugène de titel prince de l'Empire en een toelage van 200.000 frank. Na Napoleons kroning tot koning van Italië in 1805 werd de 24-jarige Beauharnais bovendien onderkoning van deze staat. Deze functie behelsde in de praktijk het op zo mild mogelijke wijze uitvoeren van Napoleons vaak zeer willekeurige besluiten, opdat het Franse regime de Italianen niet te zeer voor het hoofd zou stoten.
Kort na de Slag bij Austerlitz bestemde de keizer Eugène tot echtgenoot van prinses Augusta Amalia van Beieren, de dochter van de kersverse koning Maximiliaan I Jozef. In 1807 werd hij bovendien met de titel prins van Venetië Napoleons officiële troonopvolger in Italië.
Gedurende de veldtocht van 1806-1807 bleef hij in Italië. In de veldtocht van 1809 leed hij als opperbevelhebber van het Italiaanse leger aanvankelijk een nederlaag tegen aartshertog Johan (Slag bij Sacile), maar behaalde bij diens terugtocht in de Slag bij Raab de overwinning. Vervolgens voegde hij zich bij het hoofdleger van Napoleon, dat de Oostenrijkers andermaal versloeg in de Slag bij Wagram. Na de Vrede van Schönbrunn (1809) werd hij belast met het dempen van de opstand in Tirol; de executie van Andreas Hofer geschiedde echter niet op zijn bevel, maar op dat van Napoleon zelf.
De scheiding van Napoleon en Joséphine in 1810 trof Eugène zwaar. Hij wist echter het midden te houden tussen de liefde voor zijn moeder en de dankbaarheid jegens de keizer, aan wie hij alles te danken had. In hetzelfde jaar benoemde Bonaparte zijn stiefzoon tot troonopvolger van Karl Theodor von Dalberg in het groothertogdom Frankfurt. Met de geboorte van Napoleon II op 20 maart 1811 was hij niet langer de erfgenaam van de Franse keizerskroon, maar hij bleef Napoleon trouw. 
Eugène voerde in de Russische veldtocht van 1812 het grotendeels uit Italianen bestaande 4e korps van de Grande Armee aan. De moeilijke en vernederende terugtrekking van de Grande Armée uit Rusland schokte hem. Niettemin nam hij in januari 1813 het bevel over de rest van het Franse leger in Duitsland over. Na de Slag bij Großgörschen , die de Fransen opnieuw met zware verliezen wonnen, keerde hij in mei 1813 terug naar Milaan.
Na de terugtocht van Napoleon en Joachim Murat werd hij opperbevelhebber van de strijdkrachten in Duitsland. De Slag bij Lützen besliste hij in Frans voordeel. Hij bleef Napoleon trouw toen diens ster na de Volkerenslag bij Leipzig in 1813 begon te verbleken. Na de Volkerenslag trad groothertog Dalberg af ten gunste van Eugène. Deze functie was erfelijk, maar twee maanden later al werd het groothertogdom bezet door de geallieerden.

### Na Napoleon
Pas toen Napoleon officieel afstand van Italië had gedaan gaf Eugène zijn verzet op en sloot hij een verdrag met veldmaarschalk Heinrich von Bellegarde dat het bestuur van het koninkrijk aan de geallieerden overdroeg. Ondanks enige steun van de Italiaanse bevolking trok hij zich hierna terug naar München, naar de familie van zijn vrouw. In de zomer ging hij op verzoek van zijn moeder naar Parijs, waar Lodewijk XVIII hem eervol ontving en hij de gunst van tsaar Alexander I verwierf.
Aan Alexander was het ook te danken dat Eugène op het Congres van Wenen voor zijn verloren inkomsten met 5 miljoen frank schadeloos werd gesteld. Dit geld stond hij af aan de Beierse kroon. In ruil daarvoor kreeg hij van zijn schoonvader, koning Maximiliaan Jozef, in 1817 het hertogdom Leuchtenberg en het vorstendom Eichstätt met het predicaat Koninklijke Hoogheid, erfelijk voor de eerstgeborene, en de titel prins(es) van Leuchtenberg met het predicaat Doorluchtige Hoogheid voor zijn andere afstammelingen. Sindsdien verbleef hij afwisselend in München en Eichstätt. Hij stierf op 21 februari 1824 aan een herseninfarct. Hij kreeg door zijn schoonvader een grootse begrafenis. Ook is er de zogenaamde Ordre de Beauharnais. Deze orde was enkel en alleen voor familieleden. Ze is lange tijd niet gebruikt maar is sinds enkele jaren weer actief. Zijn nageslacht omvat het merendeel van de Europese koninklijke families, onder wie de huidige monarchen van Zweden, Noorwegen, Denemarken, België en Luxemburg.

## Graf
Hij is begraven in de koninklijke grafkelder van de Sint-Michielskerk in Munchen, naast koning Lodewijk II van Beieren,

## Kinderen
Eugène en Augusta hadden de volgende kinderen:
- Josephine Maximiliana Eugénie Napoleone (1807-1876), prinses van Leuchtenberg, prinses van Bologna, hertogin van Galliera. Ze trouwde in 1823 met koning Oscar I van Zweden.
- Eugénie Hortense Auguste (1808-1847), prinses van Leuchtenberg. Ze trouwde in 1825 met vorst Constantijn van Hohenzollern-Hechingen.
- August Karel Eugène Napoleon (1810-1835), 2e hertog van Leuchtenberg, prins-gemaal van Portugal, hertog van Santa Cruz. Hij trouwde in 1834 met koningin Maria II van Portugal, maar stierf korte tijd later.
- Amélie Auguste Eugénie Napoleone (1812-1873), prinses van Leuchtenberg. Ze trouwde in 1829 met keizer Peter I van Brazilië.
- Theodeline Louise Eugénie Auguste Napoleone (1814-1857), prinses van Leuchtenberg. Ze trouwde in 1841 met hertog Willem van Urach.
- Carolina Clotilde (1816-1816)
- Maximiliaan Jozef Eugène August Napoleon (1817-1852), 3e hertog van Leuchtenberg. Hij trouwde in 1839 met grootvorstin Maria Nikolajevna, de dochter van Nicolaas I van Rusland.